# Ваулово (Вологодская область)
Ваулово — деревня в Тотемском районе Вологодской области.
Входит в состав Толшменского сельского поселения, с точки зрения административно-территориального деления — в Верхнетолшменский сельсовет.
Расстояние до районного центра Тотьмы по автодороге — 119 км, до центра муниципального образования села Никольское по прямой — 19 км. Ближайшие населённые пункты — Боярское, Дор, Фролово.
По переписи 2002 года население — 21 человек (10 мужчин, 11 женщин). Всё население — русские.